# Torre Bela
Torre Bela (o A Terra –Torre Bela) és una pel·lícula portuguesa del 1977 dirigida per l'alemany Thomas Harlan, un llargmetratge documental fet en co-producció entre Portugal, Itàlia i RFA. Es caracteritza per assimilar gèneres “contradictoris” en el seu moment: la pel·lícula històrica, s'assumeix com a cinema militant i, alhora, com un exercici d'antropologia visual.
Torre Bela i Mortu Nega (1987), de Flora Gomes són dues de les pel·lícules de la família portuguesa del cinema militant que es permeten. contaminar-se des de la perspectiva de l'antropologia visual, quelcom més obert i més delicat. Fou estrenada al Cinema King de Lisboa, el 2 d'agost de 2007, en la seva versió final.

## Sinopsi
Torre Bela, una antiga propietat del Duc de Lafões, una propietat de Ribatejo amb dues mil hectàrees, la propietat emmurallada més gran de Portugal, està ocupada per treballadors agrícoles sense feina ni terra, que en un dels moments candents del Procés Revolucionari en Curs, van decidir organitzar-se en cooperativa. Amb el suport de revolucionaris idealistes, un líder carismàtic de perfil dubtós i “soldats del poble”, volen fer sentir la seva veu i les seves raons. Tothom veu en aquesta apropiació il·legítima un mitjà legítim de rehabilitació social, que inclou la recuperació dels treballadors borratxos. Actuen de bona fe i senten que estan aportant la seva experiència al procés revolucionari en curs.
Hi ha en joc terres no conreades des de 1961, que els ocupants, residents dels pobles de Manique do Intendente, Maçussa (Azambuja) i Lapa (Cartaxo), pretenen explorar per produir productes de primera necessitat. El procés se segueix pas a pas en una pel·lícula que s'inventa pas a pas, buscant desxifrar el sentit profund d'un gest que va més enllà de les qüestions socials, de classe, i que es descobreixen altres personatges, a més dels que estan enfocats al principi: «la base», els generosos soldats de la «Policia Militar, en l'àmbit de les conquestes salvaguardades pel Moviment de les Forces Armades (MFA)»

## Festivals
- 1977 - Torre Bela al Festival Internacional de Cinema de Canes
- 1977 - Torre Bela sl Festival de Pesaro (notícia al El País)
- 1977 – VI Festival del Documental de Lilla (Gran Premi)